# Мохол (Северна Дакота)
Мохол (енгл. Mohall) град је у америчкој савезној држави Северна Дакота.

## Демографија
По попису из 2010. године број становника је 783, што је 29 (-3,6%) становника мање него 2000. године.
| Група             | 2000.       | 2010.       |
| Белци             | 797 (98,2%) | 754 (96,3%) |
| Афроамериканци    | 0 (0,0%)    | 2 (0,3%)    |
| Азијати           | 2 (0,2%)    | 1 (0,1%)    |
| Хиспаноамериканци | 2 (0,2%)    | 10 (1,3%)   |
| Укупно            | 812         | 783         |